# Xenox delila
Xenox delila är en tvåvingeart som först beskrevs av Friedrich Hermann Loew 1869.  Xenox delila ingår i släktet Xenox och familjen svävflugor. Inga underarter finns listade i Catalogue of Life.